# Heidelberger Akademie der Wissenschaften

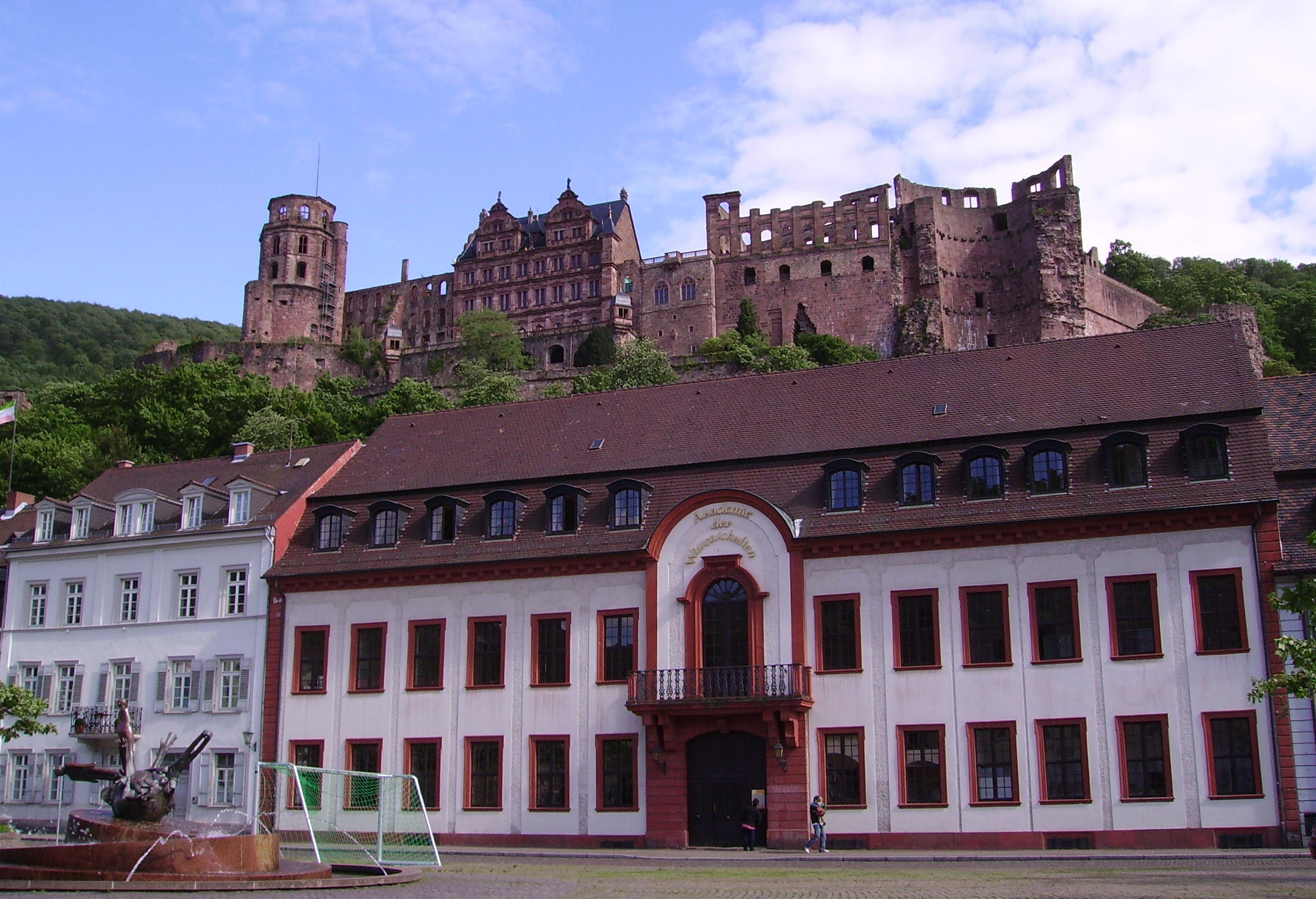
Heidelberger Akademie der Wissenschaften

Stiftungsurkunde von 1909

Die Heidelberger Akademie der Wissenschaften (HAdW) ist die Landesakademie der Wissenschaften von Baden-Württemberg. Sie ist eine traditionsreiche Gelehrtengesellschaft, deren Mitglieder sich – laut Satzung – jeweils durch „hervorragende wissenschaftliche Leistungen“ in ihrem Fach vor der Wahl zum Mitglied ausgewiesen haben müssen. Die Akademie betreibt als außeruniversitäre Forschungseinrichtung in Zusammenarbeit mit den Universitäten des Landes Baden-Württemberg sowie bedeutenden anderen Forschungseinrichtungen vor allem Projekte im Bereich der geisteswissenschaftlichen Grundlagenforschung. Durch das 2002 eingerichtete WIN-Kolleg und die Vergabe von mehreren Forschungspreisen fördert die Akademie den wissenschaftlichen Nachwuchs.

## Geschichte
Die Akademie wurde 1909 durch eine Stiftung des Industriellen Heinrich Lanz als großherzoglich-badische Akademie gegründet. Diese Gründung verstand sich als Neugründung der 1763 gegründeten, aber schon 1803 wieder erloschenen Kurpfälzischen Akademie Mannheim.
Seit 1920 ist die Akademie im ehemaligen Großherzoglichen Palais unmittelbar unter dem Heidelberger Schloss ansässig. Seit 1958 ist sie die Landesakademie von Baden-Württemberg und seit 1966 eine eigenständige Körperschaft des öffentlichen Rechts. Ihre Sitzungsberichte gehören zu den bedeutendsten Schriftenreihen der Geisteswissenschaften. Von 2013 bis zum 31. März 2015 war Paul Kirchhof Präsident. Vom 1. April 2015 bis zum 30. September 2020 war Thomas Holstein Präsident, ihm folgte zum 1. Oktober 2020 Bernd Schneidmüller nach, der am 1. Oktober 2023 von Hans-Georg Kräusslich abgelöst wurde. Die Heidelberger Akademie der Wissenschaften ist Mitglied der Union der deutschen Akademien der Wissenschaften.

## Forschung
Die Akademie betreibt derzeit 19 Forschungsvorhaben mit mehr als 200 Mitarbeitern vornehmlich aus dem Bereich der geisteswissenschaftlichen Grundlagenforschung. Dazu zählen mehrere international renommierte Wörterbuch-Projekte wie das Deutsche Rechtswörterbuch (DRW), das Goethe-Wörterbuch und der Dictionnaire étymologique de l’ancien français und ein besonderer Schwerpunkt auf Texteditionen aus der Zeit des Humanismus und der Reformation, darunter das Luther-Register – welches 2009 erfolgreich abgeschlossen wurde und somit aus dem Akademienprogramm ausschied – und die Werkausgaben von Martin Bucer (2016 erfolgreich beendet) und Philipp Melanchthon sowie dem 2017 hinzugewonnenen Projekt Theologenbriefwechsel im Südwesten des Reichs in der Frühen Neuzeit (1550–1620). Hinzu kommen kritische Editionen bedeutender Philosophen, wie der Nietzsche-Kommentar und die Karl Jaspers-Gesamtausgabe. Ferner werden auch Forschungsprojekte von der Akademie betreut, deren Forschungsfeld weltweit angesiedelt ist, wie z. B. The Role of Culture in Early Expansions of Humans, „Buddhistische Steininschriften in Nord-China“, „Edition literarischer Keilschrifttexte aus Assur“, „Epigraphische Datenbank Heidelberg“, „Der Tempel als Kanon der religiösen Literatur Ägyptens“ oder Religions- und rechtsgeschichtliche Quellen des vormodernen Nepal.

## Preise
Die Heidelberger Akademie der Wissenschaften vergibt jährlich:
- Akademiepreis; Turnus abwechselnd natur- und geisteswissenschaftlich; Dotierung: 10.000 Euro; Zielgruppe: deutsche Nachwuchswissenschaftler unter 40
- Ökologiepreis der Sigrid-und-Viktor-Dulger-Stiftung (vormals Sigrid-und-Viktor-Dulger-Preis); Dotierung: 10.000 Euro; Zielgruppe: seit 2013 für wissenschaftliche Arbeiten aus geistes-, sozial- und natur- sowie ingenieurwissenschaftlichen Fächern, die sich mit Umweltproblemen und deren Lösung befassen; gestiftet von der Sigrid-und-Viktor-Dulger-Stiftung
- Karl-Freudenberg-Preis; Dotierung: 10.000 Euro; Zielgruppe: naturwissenschaftliche Nachwuchswissenschaftler aus Baden-Württemberg, vorzugsweise die Fächer Biologie und Chemie; Stifter ist die Unternehmensgruppe Freudenberg
- Walter-Witzenmann-Preis; Dotierung: 10.000 Euro; Zielgruppe: deutsche Nachwuchswissenschaftler aus dem Bereich der Kulturwissenschaften; benannt nach dem Stifter Walter Witzenmann
- Manfred-Fuchs-Preis; Dotierung: 10.000 Euro; Zielgruppe: seit 2015 vergeben für qualifizierte Nachwuchsforscher, die sich im Rahmen des WIN-Programms der Heidelberger Akademie in den Geisteswissenschaften habilitieren oder in den Natur- und Ingenieurwissenschaften als Forschungsleiter arbeiten und sich in der Regel auf eine Professur vorbereiten; benannt nach dem Stifter Manfred Fuchs.
- Otto-Schmeil-Preis (wird in der Regel alle zwei Jahre vergeben); Dotierung 15.000 Euro; Zielgruppe: deutsche Nachwuchswissenschaftler bis 40 Jahre; für herausragende Arbeiten aus dem Bereich der Biologie oder den Grundlagen der Medizin; gestiftet von der Schmeil-Stiftung.
- Manfred Lautenschläger-Preis; Dotierung: 10.000 Euro; Zielgruppe: ab 2022 vergeben für herausragende Leistungen jüngerer Wissenschaftlerinnen und Wissenschaftlern in Geistes- und Kulturwissenschaften mit dem Fokus auf Geschichte, Gesellschaft und Kultur; benannt nach dem Unternehmer und Stifter Manfred Lautenschläger; gestiftet von Manfred Lautenschläger und der nach ihm benannten Manfred Lautenschläger-Stiftung.
- Hector Stiftung-Preis; Dotierung: 10.000 Euro; Zielgruppe: ab 2023 vergeben für junge Forschende aus dem Bereich Informatik. Er soll den wissenschaftlichen Nachwuchs in seiner Forschung ermutigen und herausragende wissenschaftliche Leistungen anerkennen. Benannt wurde der Preis nach der von dem Ehepaar Josephine Hector und Hans-Werner Hector gegründeten Hector-Stiftung II; gestiftet vom Ehepaar Hector. Der Preis wird jährlich vergeben.
- Reuchlin-Preis (wird in der Regel alle zwei Jahre vergeben); Dotierung: 10.000 Euro; Zielgruppe: seit 1955 als Ehrung für hervorragende deutschsprachige Arbeit auf dem Gebiet der Geisteswissenschaft; benannt nach Johannes Reuchlin; gestiftet von der Stadt Pforzheim.
- Karl-Jaspers-Preis (wird in der Regel alle 3 Jahre vergeben); Dotierung: 25.000 Euro; Zielgruppe: seit 1983 für ein wissenschaftliches Werk von internationalem Rang verliehen, das von philosophischem Geist getragen ist. Die wissenschaftliche Bedeutung soll die Grenzen einer geisteswissenschaftlichen oder psychiatrischen Fachdisziplin zugunsten einer interdisziplinären Verständigung überschreiten; benannt nach Karl Jaspers; gestiftet von der Stadt Heidelberg, der Universität Heidelberg und der Heidelberger Akademie der Wissenschaften.